# Vladímirovka (Vorónej)
Vladímirovka (en rus: Владимировка) és un poble (un possiólok) de l'óblast de Vorónej, a Rússia, segons el cens del 2010 tenia un habitant.